# Замок Рогой
Замок Рогой (грец. Ῥογοί або Ῥωγοί) — візантійський замок поблизу Превези, на заході Греції. Він розташований на місці стародавнього міста Бушетіон (грец. Βουχέτιον), яке було занедбане в кінці І століття до н. е. Повторно був заселений у IX столітті. Відігравав важливу роль в історії регіону в XIV і на початку XV століття. Він був покинутий знову після османського завоювання у 1449 році.

## Розташування
Замок розташований приблизно в 4,5 км на південний захід від села Неа Керасунта, на висоті 29 м на північному березі річки Лурос, яка оточує основу пагорба зі східної, південної та західної сторін. Замок був побудований на місці акрополя древнього міста Бушетіон. Незважаючи на своє внутрішнє розташування сьогодні, в античності пагорб, здається, був островом, і письмові джерела підтверджують, що Рогой залишався прибережним місцем і в Середньовіччі, а Амбракійська затока поширювалася далі на північний захід, ніж сьогодні.

## Історія
Бушетіон був елідською колонією, заснованою у VII столітті до н. е., і слугував портом для внутрішніх поселень Елатрії (сучасне село Палайорофорос, 10 км на захід від Рогоя) та Батіс (сучасний Кастро Різовуні, приблизно в 7 км на північ Рогоя). У IV столітті Бушетіон був включений до об'єднаного Епірського царства молоським царем Александром I (350–331 рр. до н. е.). У 167 р. до н. е. він був захоплений під час Третьої Македонської війни. Після заснування Нікополіса в 28 р. до н. е. замок був залишений.
Назва «Рогой» походить від сицилійського слова «зерносховище» і може вказувати на його заснування сицилійськими поселенцями в середньовізантійські часи (приблизно IX століття). З IX століття Рогой також був резиденцією єпископату, суфагана Митрополії Наупактос. У період між бл. 1000 та ca. 1500 р. місцеві жителі змінили хід річки Лурос до теперішнього вигляду, маючи на меті осушити його болота та збільшити наявні сільськогосподарські угіддя, а можливо, посилити захист самого замку, який тепер був оточений з трьох боків річкою.
Замок без успіху атакував Карл II Неапольський у 1304 році, коли Анна Кантакузина, регентка деспотату Епіру, відмовилася визнати сюзеренами Анжурців. У 1339 році Замок Рогоя разом зі столицею Епіру, Арта та фортецею Рініаса чи Томокастрона було захоплено повстанцями Епіру, які піднялися проти анексії Епіру Візантійською імперією в попередньому році. Імператор Андронік III Палеолог та Іоанн VI Кантакузин заблокували Рогой, який в підсумку переконали здатися. У 1340-х роках Епір потрапив до рук Сербського царства під час візантійської громадянської війни 1341–1347 років, але сербське правління незабаром було перерване атаками албанських племен, а в 1360-х роках Рогой та Арта опинилися в руках албанського вождя Петра Лоша. Після смерті Лоші у 1374 році його власність перейшла до албанського правителя Ахелооса Гіна Бу Шпата. Місто залишалося в руках родини Шпатів до 1416 року, коли останній албанський правитель Якуб Спата був розбитий графом Кефалонії і Закінфа Карлом I Токко, який у 1411 році став господарем Яніни. Карл та його брат Леонардо II Токко заволоділи Артою та Рогою, тим самим відновивши Ефірський деспотат до його традиційних кордонів. Рогой був остаточно занедбаний після османського завоювання регіону у 1449 році.
Кіріако Анконський відвідав замок на початку XV століття і зазначив, що мощі святого Луки зберігаються у церкві. Згідно із сучасними сербськими текстами, вони були перенесені туди з Константинополя після падіння міста до Четвертого хрестового походу.

## Укріплення
Перші два століття свого існування укріплення Бушетіона складалося з простої стіни завдовжки 450 м, що охоплювала плато на вершині пагорба. Пізніше укріплення були посилені неправильною стіною, яка охоплювала весь північний схил пагорба, збільшивши довжину зовнішніх стін до 730 м і подвоївши обгороджену площу з 9000 до 18000 кв. м. Ще пізніше стіни знову були розширені, включаючи північно-східну частину поселення, так що загалом укріплення утворювали зовнішній контур до 1000 м і охоплювали площу 32 000 — 37 000 кв. м.
Сьогоднішній середньовічний замок був побудований на рештках перших двох розбудов античного акрополя, античних укріплень, включаючи їх фундаменти. Середньовічна зовнішня стіна була багато в чому побудована на слідах старовинних стін, про що свідчать зокрема різні кладки. До них додавали внутрішні поперечні стіни, посилені вежами, що ділили закритий простір на три частини. Також там містився монастир, з якого залишилась лише церква Успіння XV століття. Замок зараз в основному зруйнований і зарослий рослинністю.
Місце ще не досліджено археологами, за винятком робіт з технічного обслуговування стін, проведених у 1978–1980 роках.